# 伊賀鉄道200系電車
伊賀鉄道200系電車（いがてつどう200けいでんしゃ）は、伊賀鉄道が2009年（平成21年）に導入した電車である。2009年12月24日より営業運転を開始した。
860系は第3種鉄道事業者として近畿日本鉄道（近鉄）が保有していたが、本系列は伊賀鉄道が直営で保有している。

## 概要
1961年 - 1962年の製造から45年以上が経過している860系車両の置き換えとして、東急1000系電車を東急テクノシステム長津田工場で改造した上で、制御電動車モ200形 - 制御車ク100形の2両編成が導入された。

## 主な改造点
正面の行先表示器を字幕式からLED式に変更、同時に小型化。
側面の行先表示器を撤去。
各車正面のジャンパ受け、日比谷線直通関連の空気管および非常連結栓を撤去。
モ200形の前部に下枠交差型パンタグラフを増設（モ203は後部に下枠交差型パンタグラフを増設。）。なお、205編成は前部に菱形パンタグラフを増設している。
座席の一部を固定クロスシートや固定した転換式クロスシートに変更。
整理券発行機・運賃箱・運賃表示器を設置。
ク100形には車椅子スペースを設置。
各車に撤砂装置を搭載。
201編成・202編成の制御装置は種車の1C8M用のATR-H8130-RG621A-Mではなく、他車両から発生品の1C4M用のATR-H4130-RG636A-Mに載せ換え（203  - 205編成は種車の1C8M用のATR-H8130-RG621A-Mのまま）。
補助電源装置は種車に非搭載のため、他車両から120kVA静止形インバータを流用。
保安装置を東急ATC - P / 東京地下鉄（東京メトロ）
新CS - ATC・東急式ATSから近鉄式ATSに変更。
警笛に近鉄仕様の電気笛を追加（空気笛はそのまま）。
ク104・ク105に軌条塗油器を新設。本体は伊賀神戸側を向いて左側（CPやSIVがある側）に搭載され、油噴口は連結面方台車に設置されている。
中間車を種車としたモ200形モ203 - モ205・ク105に運転台を取り付け、ク105は併せて電装解除を実施。
205編成の台車は廃車となった東急9000系電車の台車を流用している。
伊賀鉄道所属となってからも制御方式は東急時代と変わらずVVVFインバータ制御であり、マスコンはワンハンドルのままである。これらはいずれも近鉄から引き継いだ従来形式には存在しなかったものである。

## 車体
種車の形状から前面は201編成と203編成・204編成のうちク103・ク104が貫通扉が左に設置されている前面、202編成が中央に貫通扉をもつ前面、203編成・204編成のうちモ203・モ204と205編成は新たに先頭車に改造されたため非貫通形（飾りの貫通扉枠がある）で丸形前照灯となっている。尾灯はシリーズ21や大阪線・名古屋線5200系の車体更新車両と同様のものが搭載されている。201編成と202編成と205編成が「忍者列車」（松本零士デザイン）のラッピングが施されているが、各編成でベースの色は異なっている。204編成は正面が「ふくにん列車　伊賀の四季号」のラッピングで、側面は広告ラッピングとなっている。203編成は「名泗コンサルタントラッピング号」となっていたが、2017年に広告の契約期間が満了したことでラッピングが解除され、ほぼ東急時代と同じステンレス地に赤い帯のみとなっている。電算記号はSE。
2009年度 - 2011年度の3か年で860系の全編成（2両編成6本）を置き換える計画であり、2009年度と2010年度は各2本が置き換えられた。さらに2011年度に1本が置き換えられたが、当初の所定両数より1本少ない5編成で増備は終了した。なお、860系はダイヤ改正前の2012年3月10日で定期運用から離脱している。
車体幅が860系よりも広いため、入線に際して各駅のホームを削る工事を実施した。

## 車内
車内の座席はセミクロスシートになっており、1両に8人分の固定クロスシートが設けられている。この座席は京阪9000系電車の車体塗装変更・全席ロングシート化改造の際に余剰となった固定クロスシート（ノルウェー・エクネス社製）を購入し、長津田工場にて取り付けたものである。203編成と205編成は京阪8000系電車の車内リニューアル・一部座席のロングシート化改造の際に余剰となった転換式クロスシートを購入し、長津田工場にて取り付けたものである（座席を転換することはできず、運転席側に向きが固定されている）。
車体だけでなく、車内ドアの一部にも忍者のラッピングが施されている。
205編成の車内には木材が多用され、「木育トレイン」と呼ばれている。
優先席は伊賀鉄道への譲渡時に優先座席のステッカーに張り替えられたが、東急時代に設置されたオレンジ色のつり革はそのまま設置され、携帯電話使用のマナーステッカーもそのまま残されている。

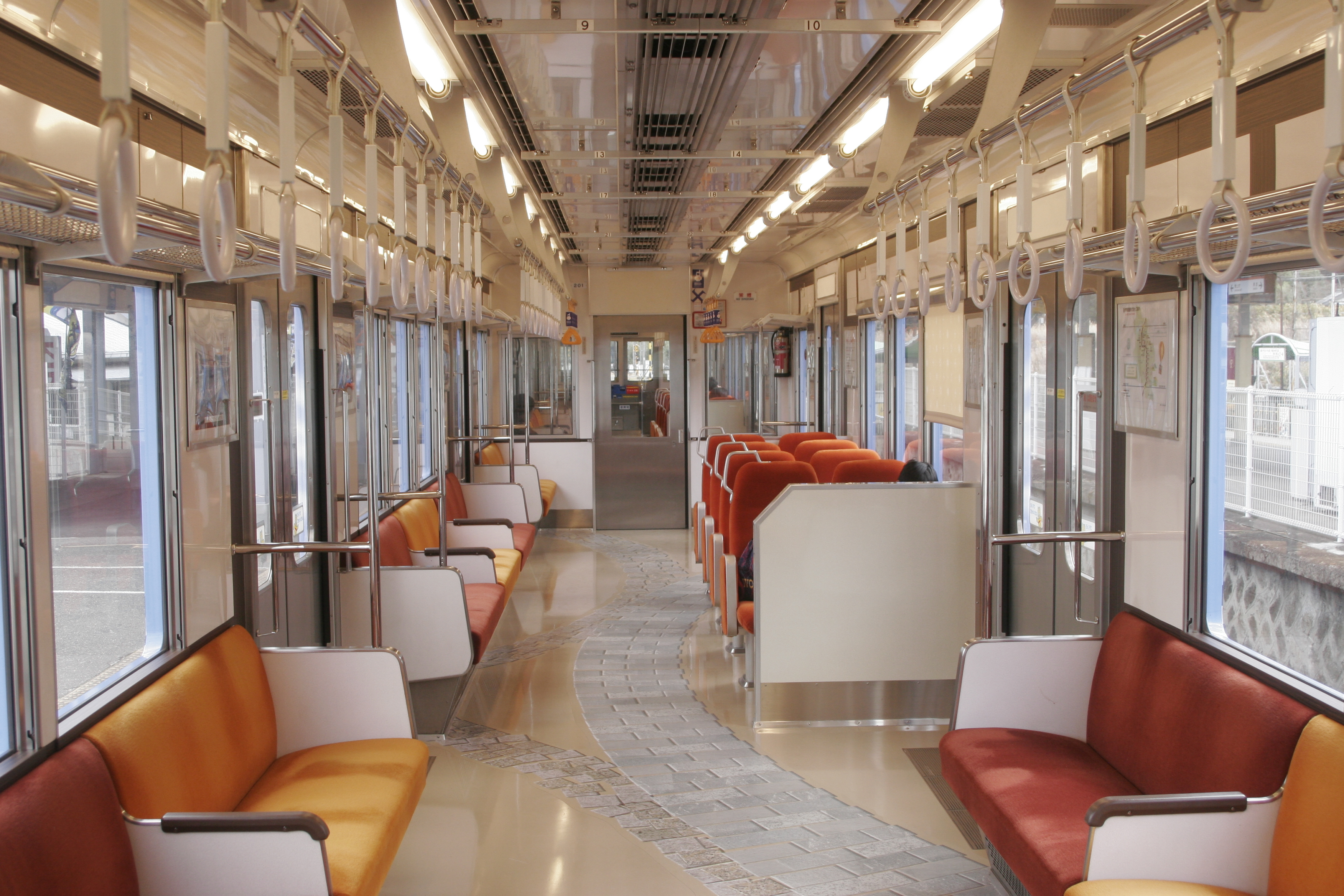
車内
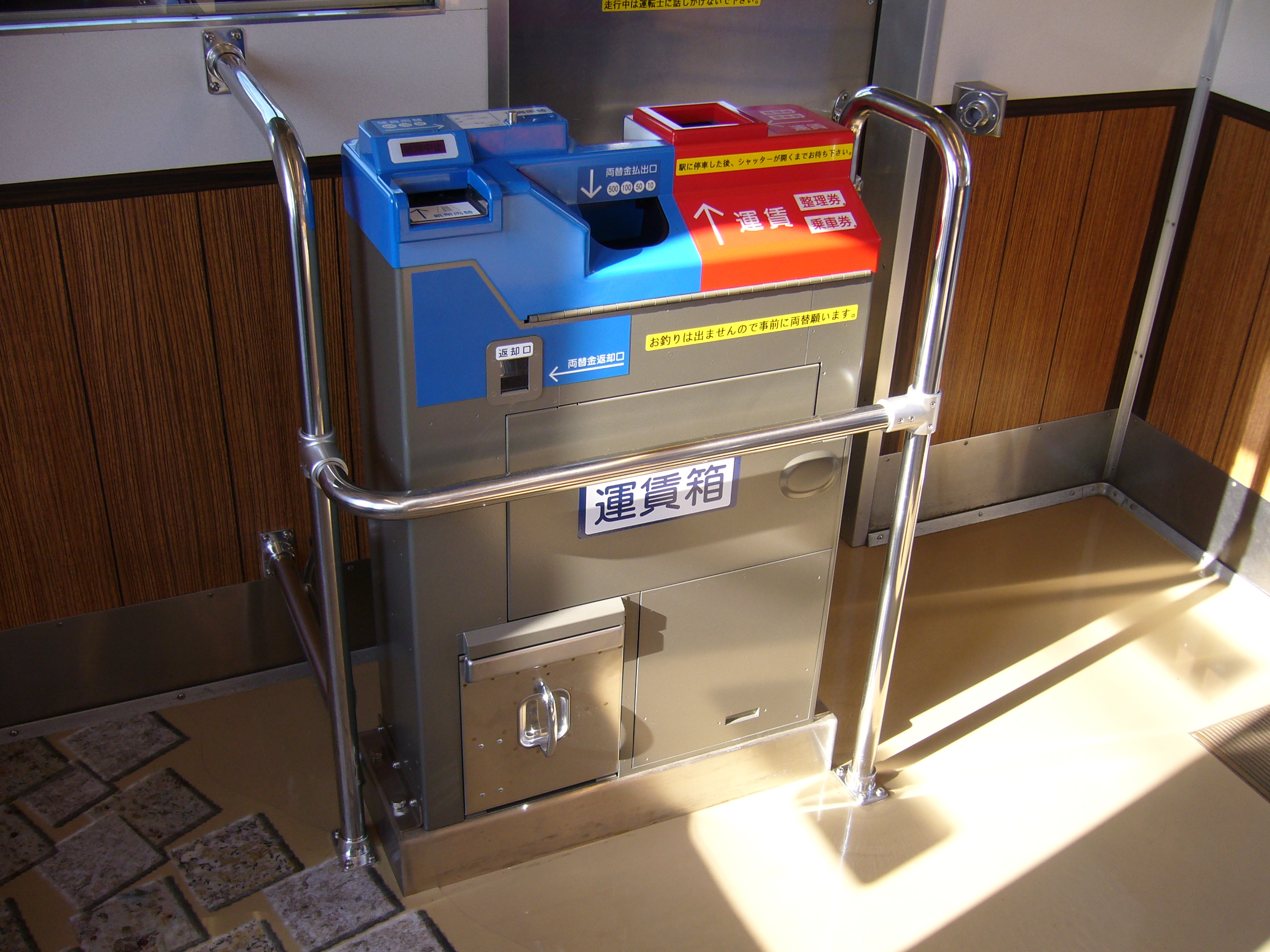
運転席後方に設置された運賃箱
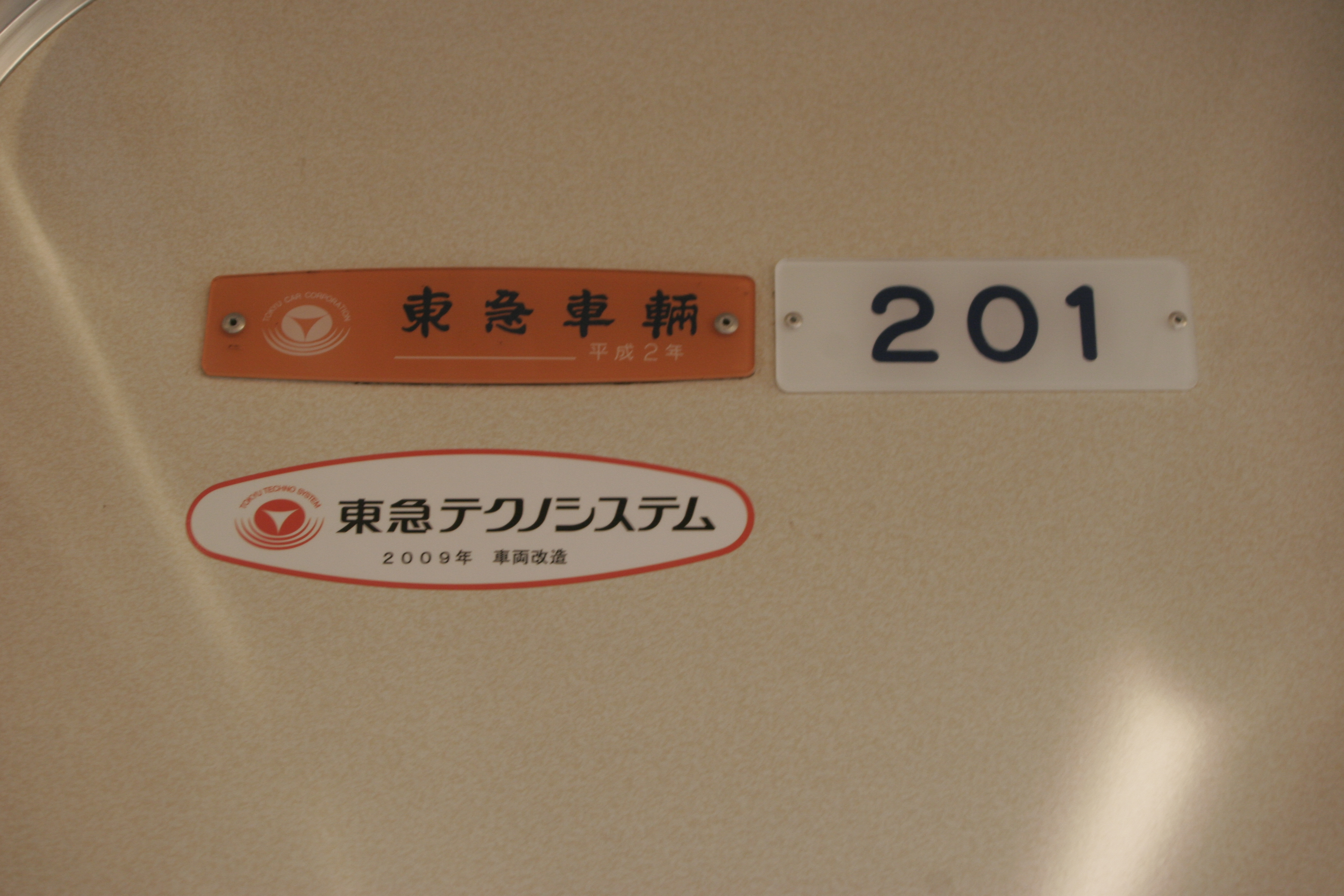
モ201の車内プレート類
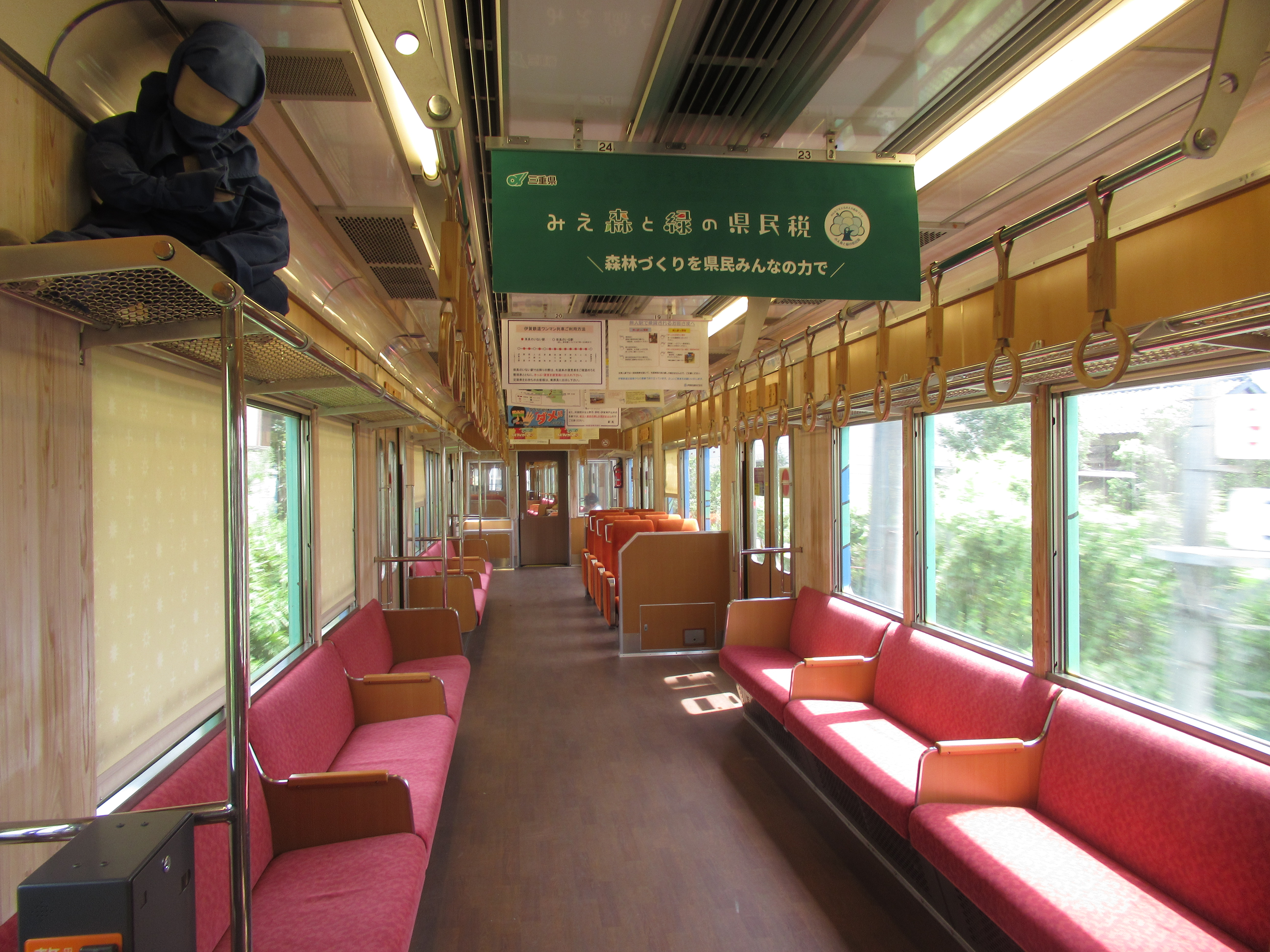
「木育トレイン」の車内、左上に忍者が見える。

## 車歴
| 車両番号 ← 伊賀神戸 伊賀上野 → | 竣工年月               | 東急時代の旧番号   | 製造年             | ラッピング                       |
| モ201（1） - ク101（1）        | 2009年（平成21年）12月 | デハ1311・クハ1010 | 1990年（平成2年）  | 忍者 青                          |
| モ202（2） - ク102（2）        | 2010年（平成22年）2月  | デハ1310・クハ1011 | 1990年（平成2年）  | 忍者 ピンク                      |
| モ203（3） - ク103（1）        | 2011年（平成23年）3月  | デハ1406・クハ1106 | 1989年（平成元年） | 東急赤帯（元名泗コンサルタント） |
| モ204（3） - ク104（1）        | 2010年（平成22年）12月 | デハ1206・クハ1006 | 1989年（平成元年） | ふくにん列車                     |
| モ205（3） - ク105（3）        | 2012年（平成24年）3月  | デハ1306・デハ1356 | 1989年（平成元年） | 忍者 緑                          |

先頭車の形状（車両番号横の括弧書きの番号）
- （1） ： 左右非対称・貫通形
- （2） ： 左右対称・貫通形
- （3） ： 左右対称・非貫通形（先頭車化改造車）

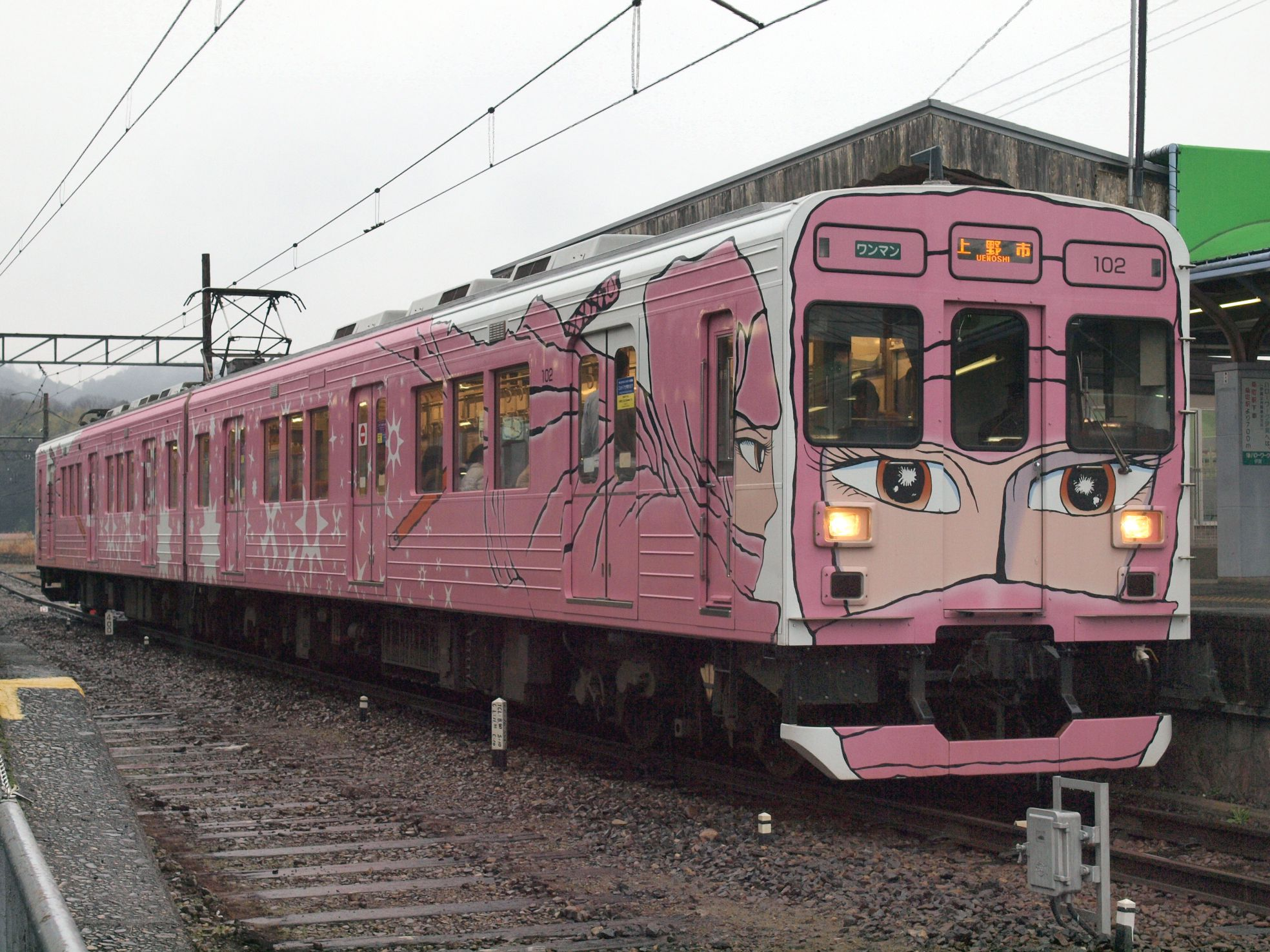
202編成・ク102（伊賀神戸駅にて）
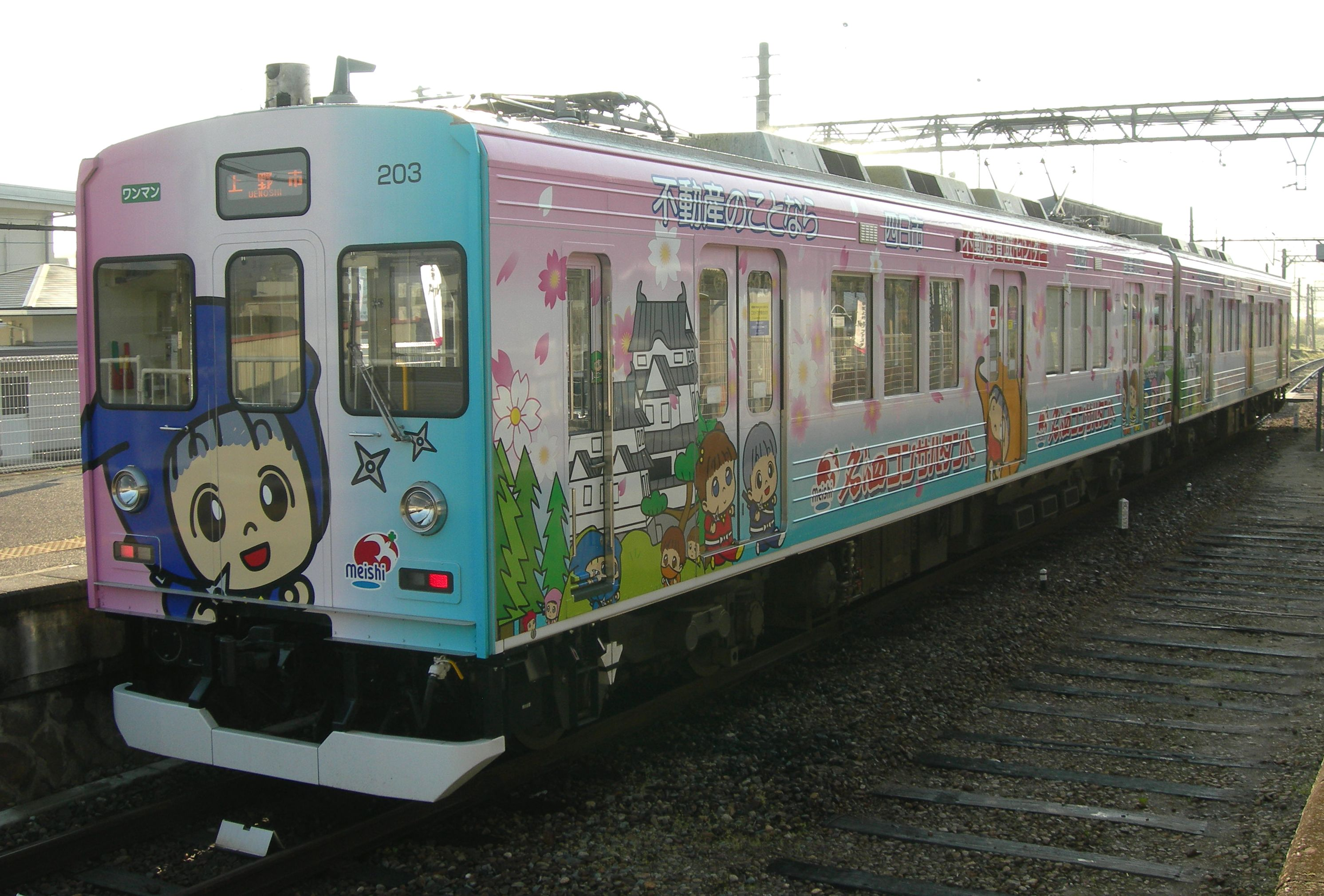
203編成・モ203（先頭化改造車、伊賀神戸駅にて）
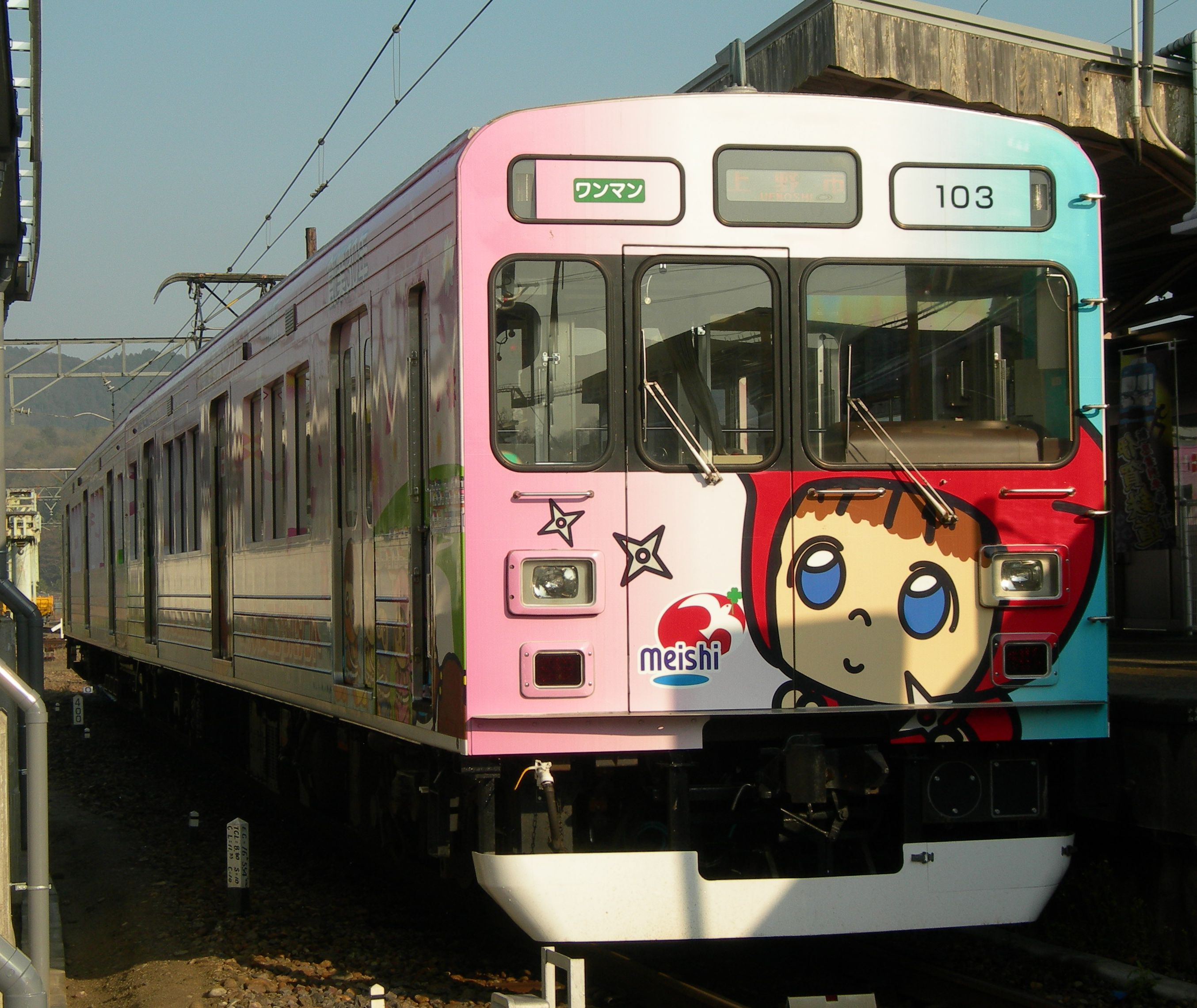
203編成・ク103（伊賀神戸駅にて）
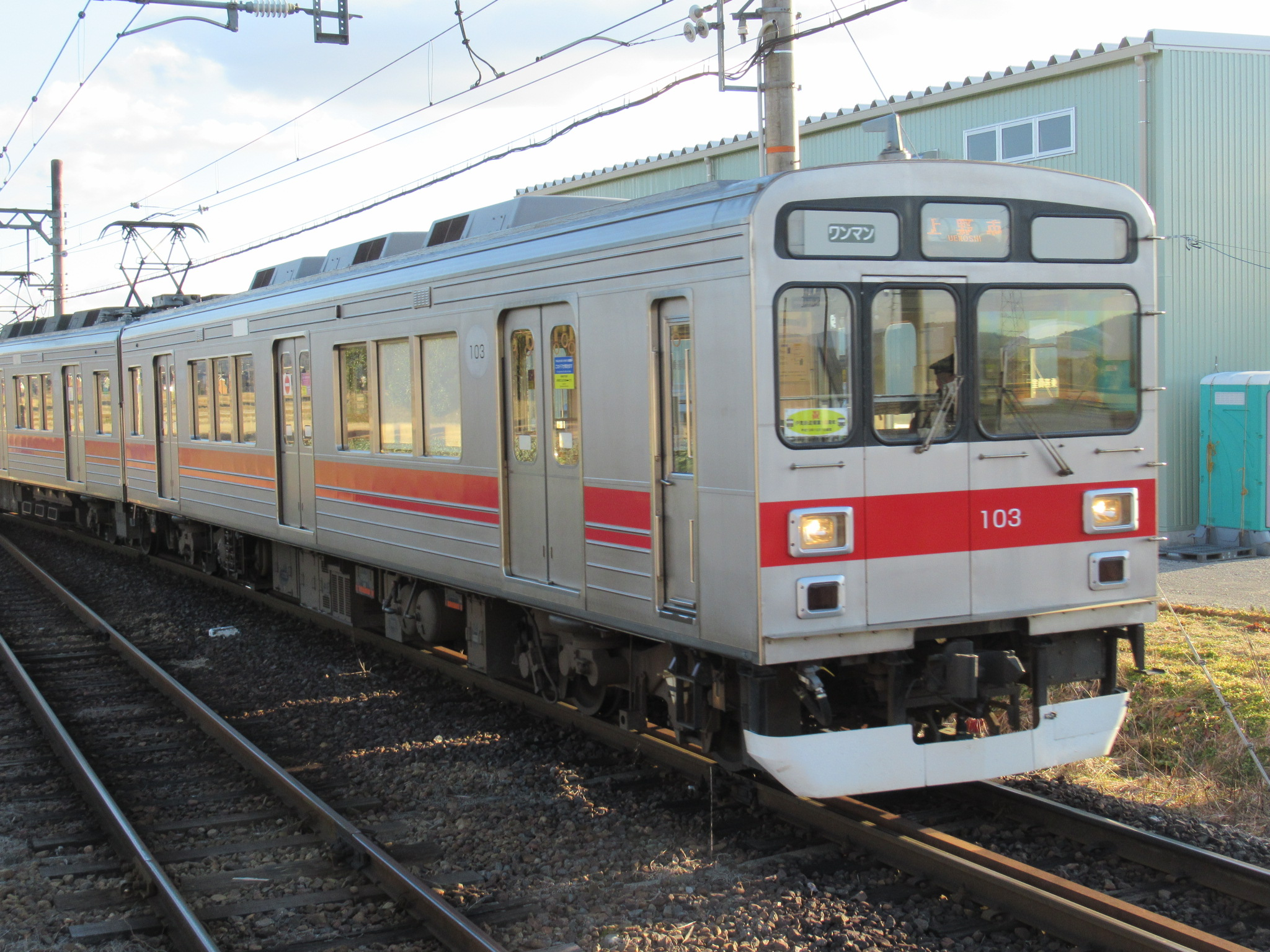
ク103 東急赤帯色
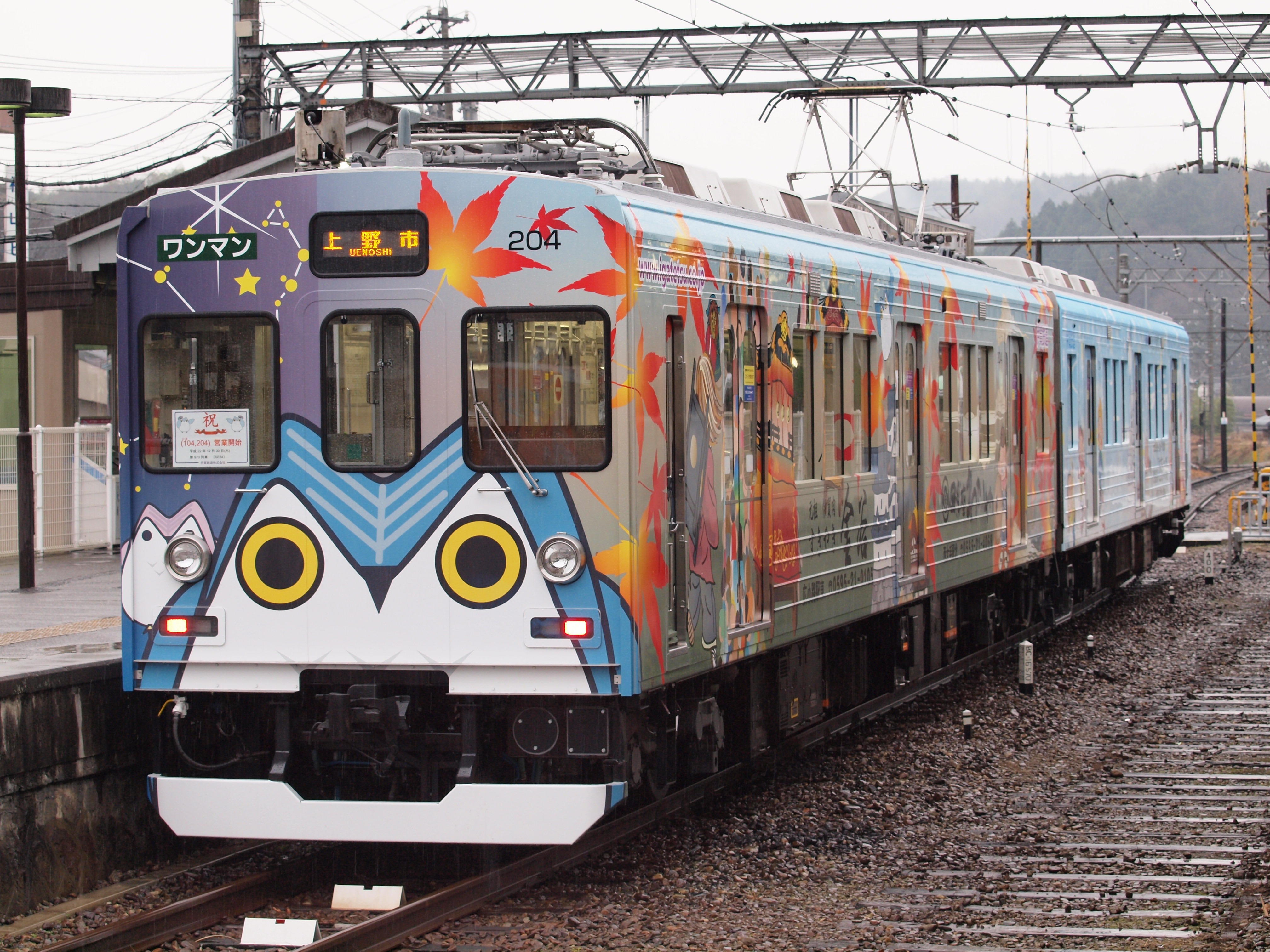
204編成・モ204（先頭化改造車、伊賀神戸駅にて）
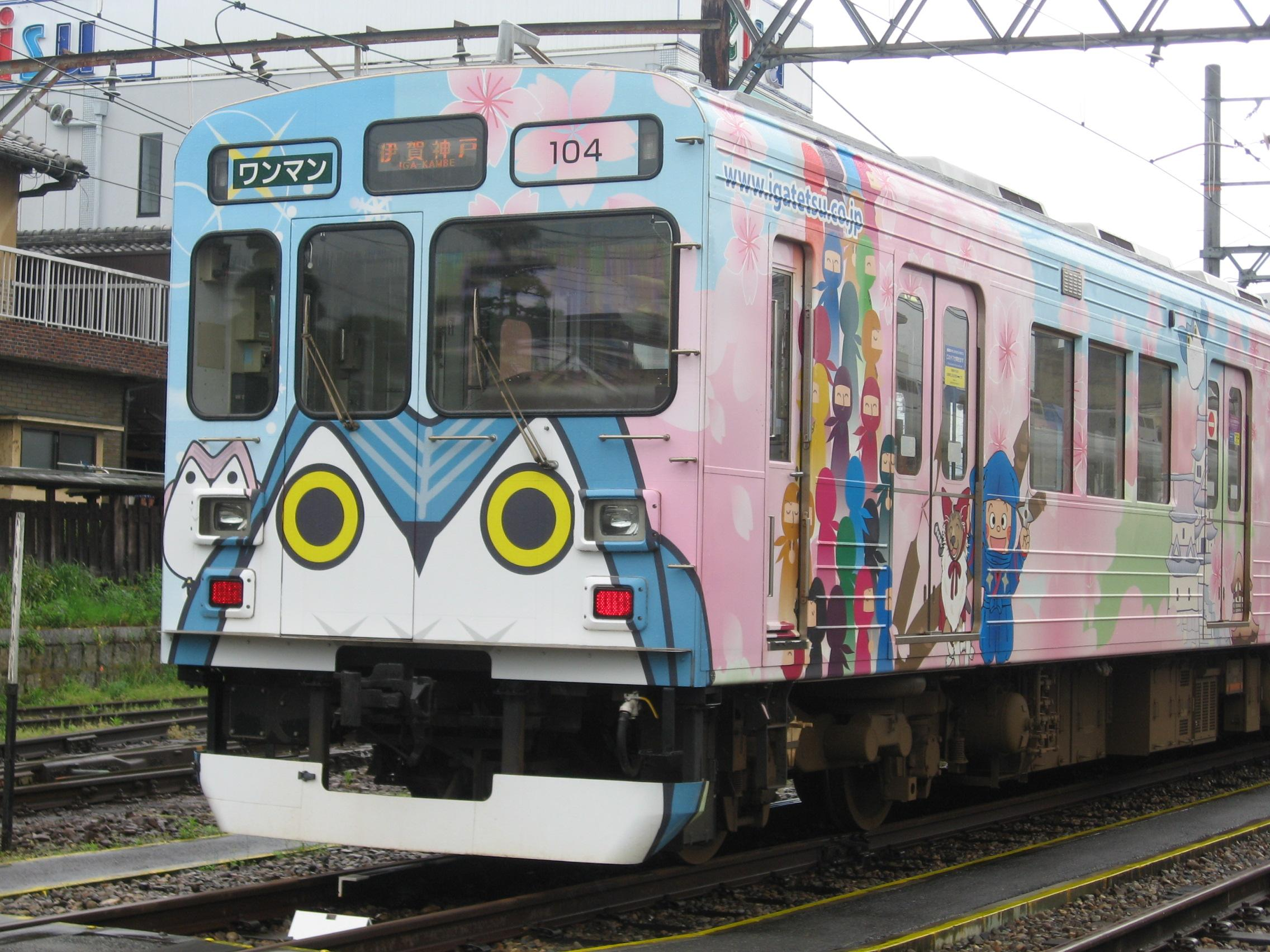
204編成・ク104（上野市駅にて）
205編成・ク105（猪田道にて）
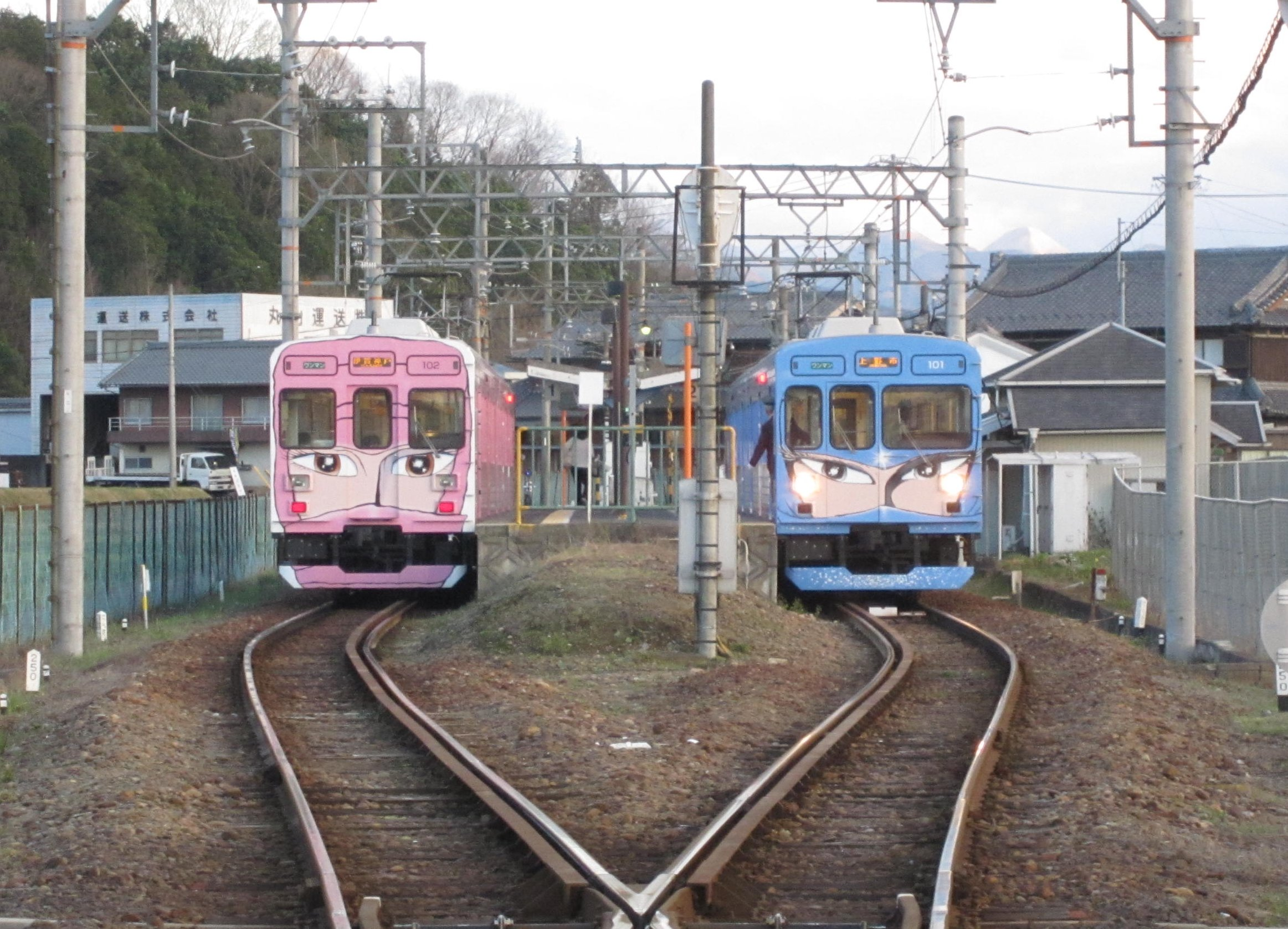
201編成と202編成（丸山駅にて）